# Maximiliano Meza
Maximiliano Eduardo Meza (Caá Catí, 15 januari 1992) is een Argentijns voetballer die doorgaans speelt als middenvelder. In augustus 2024 verruilde hij Monterrey voor River Plate. Meza maakte in 2018 zijn debuut in het Argentijns voetbalelftal.

## Clubcarrière
Meza speelde in de jeugdopleiding van Gimnasia y Esgrima en wist ook door te breken bij die club. Op 10 december 2012 maakte de middenvelder zijn debuut in het eerste elftal toen met 2–0 gewonnen werd van Deportivo Merlo. Meza mocht in dit duel na een uur spelen invallen. Na zijn eerste seizoen in de hoofdmacht promoveerde Gimnasia y Esgrima naar de Primera División en hier maakte hij ook zijn eerste professionele doelpunt. Op 8 oktober 2013 maakte hij tegen Vélez Sarsfield een kwartier voor tijd na treffers van Mauro Zárate en Lucas Licht de winnende 2–1 op aangeven van Licht.
Meza maakte in september 2016, met exact honderd competitieduels achter zijn naam, de overstap naar Independiente, voor circa 2,7 miljoen euro. Bij zijn nieuwe club zette hij zijn handtekening onder een verbintenis voor de duur van vier seizoenen. In zijn eerste jaar bij Independiente schreef de Argentijnse club de Copa Sudamericana op zijn naam. In juli 2018 verlengde Meza zijn verbintenis met één jaar tot medio 2021.
In januari 2019 nam Monterrey de Argentijn over voor circa 13,15 miljoen euro. Meza tekende voor vijf jaar in Mexico. Tijdens het seizoen 2019/20 won Meza met Monterrey de Mexicaanse dubbel, door zowel de landstitel als de beker te winnen. In 2019 en 2021 won hij ook de CONCACAF Champions League met de Mexicaanse club. De middenvelder keerde in augustus 2024 terug naar Argentinië; voor een bedrag van circa 1,8 miljoen euro nam River Plate hem over en hij tekende voor tweeënhalf jaar.

## Clubstatistieken
| Seizoen | Club               | Competitie         | Competitie | Competitie | Beker | Beker | Internationaal | Internationaal | Totaal | Totaal |
| Seizoen | Club               | Competitie         | Wed.       | Dlp.       | Wed.  | Dlp.  | Wed.           | Dlp.           | Wed.   | Dlp.   |
| ------- | ------------------ | ------------------ | ---------- | ---------- | ----- | ----- | -------------- | -------------- | ------ | ------ |
| 2012/13 | Gimnasia y Esgrima | Primera B Nacional | 14         | 0          | 2     | 0     | —              | —              | 16     | 0      |
| 2013/14 | Gimnasia y Esgrima | Primera División   | 36         | 5          | 1     | 0     | —              | —              | 37     | 5      |
| 2014    | Gimnasia y Esgrima | Primera División   | 7          | 0          | 0     | 0     | —              | —              | 7      | 0      |
| 2015    | Gimnasia y Esgrima | Primera División   | 32         | 4          | 3     | 0     | —              | —              | 35     | 4      |
| 2016    | Gimnasia y Esgrima | Primera División   | 9          | 3          | 4     | 0     | —              | —              | 13     | 3      |
| 2016/17 | Gimnasia y Esgrima | Primera División   | 2          | 0          | 0     | 0     | —              | —              | 2      | 0      |
| 2016/17 | Independiente      | Primera División   | 25         | 2          | 3     | 0     | 4              | 0              | 32     | 2      |
| 2017/18 | Independiente      | Primera División   | 19         | 3          | 4     | 2     | 16             | 3              | 39     | 8      |
| 2018/19 | Independiente      | Primera División   | 11         | 1          | 0     | 0     | 4              | 0              | 15     | 1      |
| 2018/19 | Monterrey          | Liga MX            | 19         | 2          | 0     | 0     | 8              | 0              | 27     | 2      |
| 2019/20 | Monterrey          | Liga MX            | 29         | 1          | 7     | 2     | 3              | 1              | 39     | 4      |
| 2020/21 | Monterrey          | Liga MX            | 36         | 7          | 0     | 0     | 1              | 2              | 37     | 9      |
| 2021/22 | Monterrey          | Liga MX            | 37         | 7          | 0     | 0     | 6              | 4              | 43     | 11     |
| 2022/23 | Monterrey          | Liga MX            | 39         | 5          | 0     | 0     | —              | —              | 39     | 5      |
| 2023/24 | Monterrey          | Liga MX            | 37         | 7          | 0     | 0     | 7              | 2              | 44     | 9      |
| 2024/25 | Monterrey          | Liga MX            | 3          | 0          | 0     | 0     | 2              | 0              | 5      | 0      |
| 2024/25 | River Plate        | Primera División   | 1          | 0          | 0     | 0     | 0              | 0              | 1      | 0      |
| Totaal  | Totaal             | Totaal             | 336        | 46         | 24    | 4     | 52             | 12             | 432    | 63     |

Bijgewerkt op 21 augustus 2024.

## Interlandcarrière
Meza maakte zijn debuut in het Argentijns voetbalelftal op 27 maart 2018, toen met 6–1 verloren werd van Spanje. Diego Costa, Isco (driemaal), Thiago Alcántara en Iago Aspas zorgden voor de Spaanse treffers en namens Argentinië deed verdediger Nicolás Otamendi wat terug. Meza mocht van bondscoach Jorge Sampaoli in de basis beginnen en hij speelde de volledige negentig minuten mee. De andere debutanten dit duel waren Lautaro Martínez (Racing Club) en Pablo Pérez (Boca Juniors).
Meza werd in mei 2018 door Sampaoli opgenomen in de selectie van Argentinië voor het wereldkampioenschap in Rusland. Op het WK overleefde Argentinië de groepsfase na een gelijkspel tegen IJsland (1–1), een nederlaag tegen Kroatië (0–3) en een overwinning op Nigeria (1–2). In de achtste finales was de latere wereldkampioen Frankrijk met 4–3 te sterk. Meza speelde in alle vier wedstrijden mee.
In oktober 2022 werd Meza door bondscoach Lionel Scaloni opgenomen in de voorselectie van Argentinië voor het WK 2022. Voor de definitieve selectie was hij een van de afvallers.
| Interlands van Maximiliano Meza voor Argentinië | Interlands van Maximiliano Meza voor Argentinië | Interlands van Maximiliano Meza voor Argentinië | Interlands van Maximiliano Meza voor Argentinië | Interlands van Maximiliano Meza voor Argentinië | Interlands van Maximiliano Meza voor Argentinië | Interlands van Maximiliano Meza voor Argentinië |
| №                                               | Datum                                           | Wedstrijd                                       | Uitslag                                         | Competitie                                      | Goals                                           |                                                 |
| Als speler bij Independiente                    | Als speler bij Independiente                    | Als speler bij Independiente                    | Als speler bij Independiente                    | Als speler bij Independiente                    | Als speler bij Independiente                    | Als speler bij Independiente                    |
| ----------------------------------------------- | ----------------------------------------------- | ----------------------------------------------- | ----------------------------------------------- | ----------------------------------------------- | ----------------------------------------------- | ----------------------------------------------- |
| 1                                               | 27 maart 2018                                   | Spanje – Argentinië                             | 6 – 1                                           | Vriendschappelijk                               |                                                 |                                                 |
| 2                                               | 29 mei 2018                                     | Argentinië – Haïti                              | 4 – 0                                           | Vriendschappelijk                               |                                                 |                                                 |
| 3                                               | 16 juni 2018                                    | Argentinië – IJsland                            | 1 – 1                                           | WK 2018                                         |                                                 |                                                 |
| 4                                               | 21 juni 2018                                    | Argentinië – Kroatië                            | 0 – 3                                           | WK 2018                                         |                                                 |                                                 |
| 5                                               | 26 juni 2018                                    | Nigeria – Argentinië                            | 1 – 2                                           | WK 2018                                         |                                                 |                                                 |
| 6                                               | 30 juni 2018                                    | Frankrijk – Argentinië                          | 4 – 3                                           | WK 2018                                         |                                                 |                                                 |
| 7                                               | 11 september 2018                               | Colombia – Argentinië                           | 0 – 0                                           | Vriendschappelijk                               |                                                 |                                                 |
| 8                                               | 11 oktober 2018                                 | Irak – Argentinië                               | 0 – 4                                           | Vriendschappelijk                               |                                                 |                                                 |
| 9                                               | 16 november 2018                                | Argentinië – Mexico                             | 2 – 0                                           | Vriendschappelijk                               |                                                 |                                                 |
| 10                                              | 20 november 2018                                | Argentinië – Mexico                             | 2 – 0                                           | Vriendschappelijk                               |                                                 |                                                 |
| Als speler bij Monterrey                        |                                                 |                                                 |                                                 |                                                 |                                                 |                                                 |
| 11                                              | 1 februari 2022                                 | Argentinië – Colombia                           | 1 – 0                                           | WK 2022 kwalificatie                            |                                                 |                                                 |

Bijgewerkt op 21 augustus 2024.

## Erelijst
| Competitie                |               |               |               |               |
| Competitie                | Aantal        | Jaren         |               |               |
| Independiente             | Independiente | Independiente | Independiente | Independiente |
| ------------------------- | ------------- | ------------- | ------------- | ------------- |
| Copa Sudamericana         | 1             | 2017          |               |               |
| Monterrey                 |               |               |               |               |
| Liga MX                   | 1             | 2019/20       |               |               |
| Copa MX                   | 1             | 2019/20       |               |               |
| CONCACAF Champions League | 2             | 2019, 2021    |               |               |